# Regina North (circonscription saskatchewanaise 1964-1967)
Pour les articles homonymes, voir Regina (homonymie).
Circonscription électorale provinciale du Canada
Regina North est une ancienne circonscription électorale provinciale de la Saskatchewan au Canada. Elle est représentée à l'Assemblée législative de la Saskatchewan de 1964 à 1967.

## Géographie
Issue de la circonscription de Regina City qui était représentée par quatre députés, la circonscription représente le nord de la ville de Regina.

## Liste des députés
| Parlement                                                                                | Années                               | Député                               | Député                               | Parti                                |
| Regina North                                                                             | Regina North                         | Regina North                         | Regina North                         | Regina North                         |
| Circonscription issue de Regina City                                                     | Circonscription issue de Regina City | Circonscription issue de Regina City | Circonscription issue de Regina City | Circonscription issue de Regina City |
| ---------------------------------------------------------------------------------------- | ------------------------------------ | ------------------------------------ | ------------------------------------ | ------------------------------------ |
| 15e                                                                                      | 1964–1967                            |                                      | Edward Charles Whelan (en)           | CCF                                  |
| Circonscription redistribuée parmi Regina North West, Regina Centre et Regina North East |                                      |                                      |                                      |                                      |